# Ania Stepien
Ania Stepien est une actrice australienne née le 6 juillet 1983 à Sydney. À 17 ans elle décroche le rôle-titre de la série Cybergirl créée par Jonathan M. Shiff en 2001 qui a été diffusée en France sur Jetix.